# Странствующий дрозд
Странствующий дрозд (лат. Turdus migratorius) — вид птиц семейства дроздовых. Выделяют 7 подвидов. Широко распространён на территории Северной Америки. Часто встречается в садах и парках населённых пунктов, в том числе и крупных городов.

## Описание
Певчая птица длиной 20—28 см, размахом крыльев 31—40 см и массой около 77 г. Телосложение скорее плотное, по форме несколько напоминает рябинника (Turdus pilaris). Оперение головы, крыльев и верхней части туловища и хвоста тёмно-серое либо чёрное. Грудь и брюхо оранжево-красные, контрастно выделяются по сравнению с тёмным верхом. Горло белое, с многочисленными чёрными пятнышками. Подхвостье и нижние кроющие перья хвоста грязно-белого цвета. Вокруг глаз имеется прерывистое кольцо белых перьев. У только что полинявших самцов на перьях можно увидеть белые окончания. Клюв тонкий, жёлтого цвета, в зимнее время несколько более тёмный. Хвост относительно длинный, сверху по углам покрыт белыми пятнышками. Самка имеет слегка более бледное оперение, особенно в области головы, но в целом похожа на самца. Молодые птицы оперением напоминают самок, их клюв в первый год жизни более тёмный. Странствующие дрозды — самые крупные представители дроздовых на американском континенте.

## Распространение

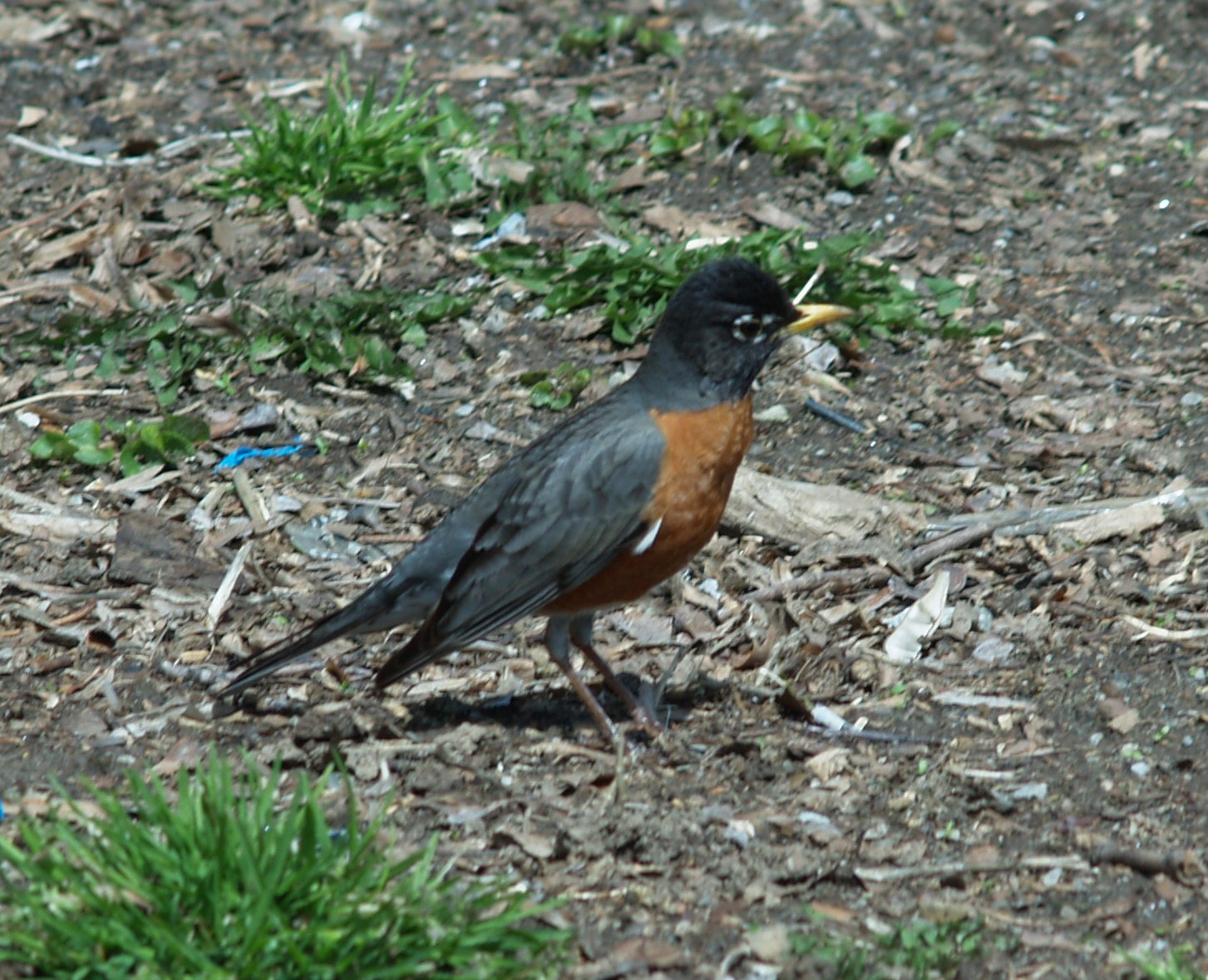
Странствующий дрозд
Проспект-парк, Бруклин, США

Гнездится на обширной территории Северной Америки: в США, за исключением крайних северных районов Аляски, части штатов Техас, Луизиана, Флорида и пустынных территорий Калифорнии и Невады; в Канаде на большей части страны, включая и побережье Северного Ледовитого океана; в Северной Мексике. Полностью отсутствует на северо-востоке материка, в Гренландии и южнее Гватемалы. На севере ареала мигрирует в зимнее время, в центральной его части ведёт оседлый образ жизни, а на юге вплоть до центральных районов Гватемалы встречается только зимой. Северная граница между оседлыми и мигрирующими птицами проходит по Новой Шотландии на восточном побережье, немного южнее американо-канадской границы и Британской Колумбии на западном. Наибольшая плотность гнездовий наблюдается в северо-восточной части США, в районе Великих озёр, в штатах Вашингтон, Орегон, Айдахо и на юге Британской Колумбии. Отмечены отдельные случаи залётов этих птиц в Европу.
Встречается на высоте до 4000 м над уровнем моря. Обитает в хвойных и смешанных лесах, вдоль рек, редколесье, городских садах и парках (особенно там, где травяные лужайки граничат с деревьями и кустарниками). Летом кормится на открытой местности с низкой травянистой растительностью. Охотно селится в густонаселённых районах, том числе и больших городах. Зимой держится в прибрежных районах, но в целом места обитания сходные.
Пути миграции находятся в зависимости от доступности корма и погодных условий, но имеют сложную структуру. Например, зимующие в одном районе птицы весной могут рассеиваться на значительном расстоянии с запада на восток и необязательно в места прошлогодних гнездовий. Перед началом весенней миграции птицы собираются большими группами в местах ночёвок и уже в конце февраля начинают стайками кочевать на север. Осенняя миграция начинается в августе среди отдельных птиц, однако другие особи не покидают летние районы до конца октября.

## Размножение

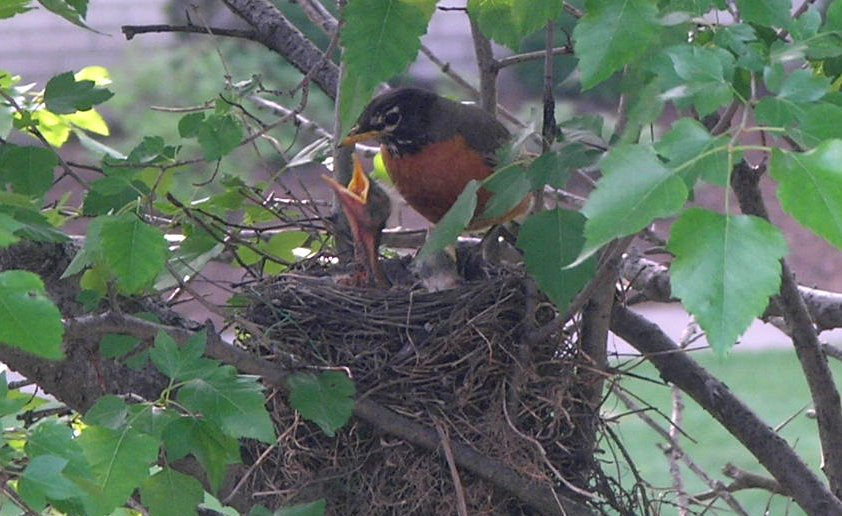
Кормление птенцов

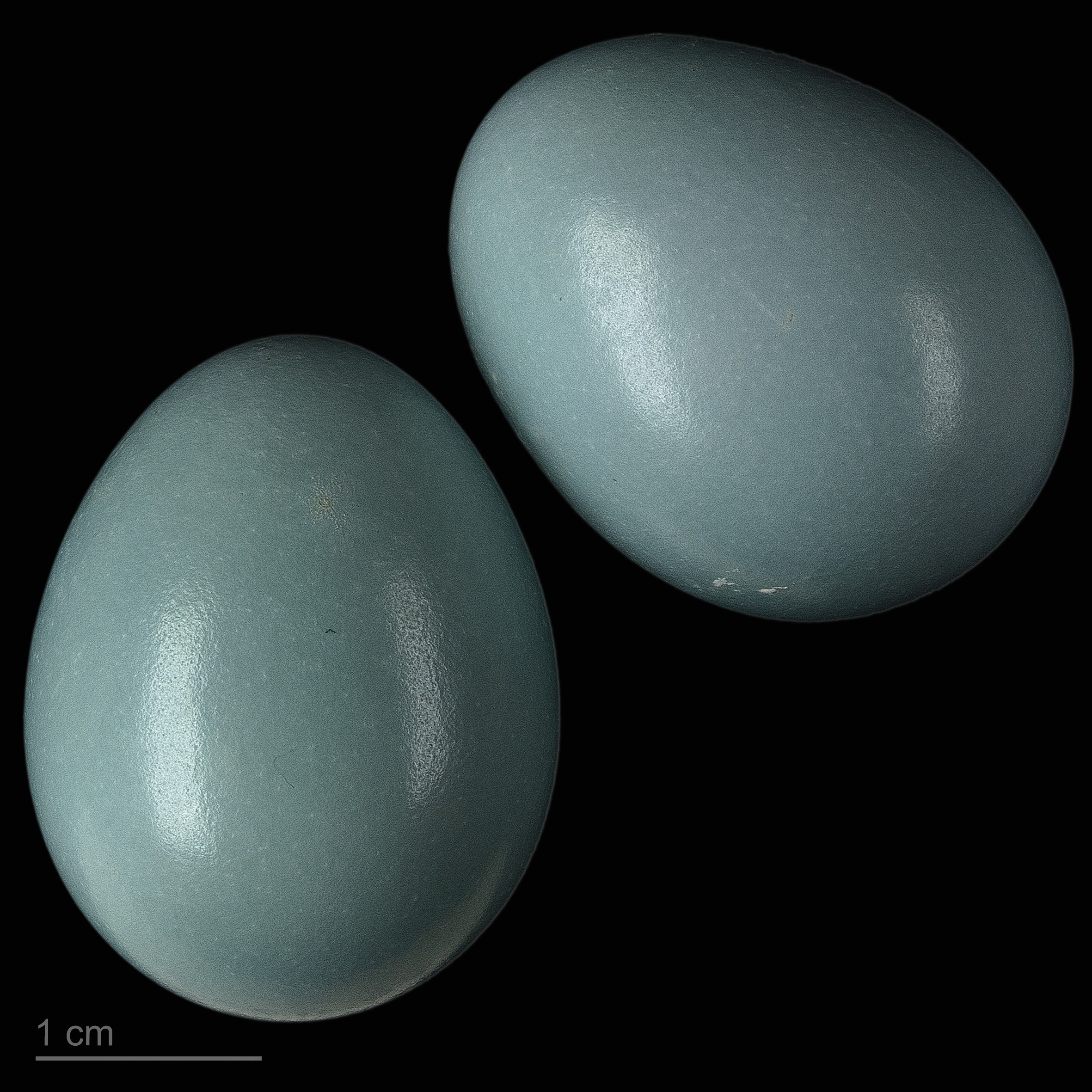
яйцо Turdus migratorius - Тулузский музей

Половая зрелость обоих полов наступает уже на следующий год после рождения. Сезон размножения длится с апреля по август; как правило, за сезон бывает 2 (реже 3) кладки. В случае миграции самцы прибывают к местам гнездовий на несколько дней раньше, чем самки. Пары формируются довольно быстро, и самка самостоятельно начинает строить чашеобразное гнездо. На строительство обычно уходит 5—7 дней, в качестве материала используются небольшие сухие веточки, которые скрепляются травой и глиной. Кроме того, может использоваться и мелкий мусор вроде кусочков бумаги либо материи. Гнездо строится в развилке дерева, в густой листве кустарника либо на краю ниши здания на высоте 2—7 м от земли. Кладка состоит из 3—6 (чаще всего 4) яиц голубого цвета без крапления, размером яиц 28,4—30,3 х 20,5—21,4 мм и весом около 6,3 г. Первый раз самка откладывает спустя 3—4 дня после окончания строительства гнезда, с частотой одно яйцо в день; весной либо в первой половине лета. Например, по наблюдениям в центральной и южной части штата Нью-Йорк первая кладка наблюдалась в период с 6 апреля по 24 июля. Инкубационный период составляет 12—14 дней; насиживает только самка, при этом минут 40 сидит на яйцах, а затем переворачивает их клювом и вылетает за кормом. Самец также может приносить самке корм, однако такое поведение для него нетипично. Птенцы появляются голыми и беспомощными, в том же порядке, что и были отложены яйца; оба родителя ухаживают за ними и кормят, делая по 35—40 ходок за едой в день. В течение недели самка постоянно находится в гнезде, согревая птенцов; а спустя этот период покидает его в ночное время суток. Первый свой полёт птицы совершают примерно через 13 дней, но ещё примерно в течение трёх недель находятся недалеко от гнезда и принимают корм от родителей. Вскоре после того, как птенцы начинают летать, самка приступает к строительству второго гнезда, которое часто бывает выше предыдущего.

## Питание
Питается насекомыми и плодами растений. Предпочтения в рационе зависят от доступности того или иного продукта в определённый период года: например, ранней весной рацион более чем на 90 % состоит из животной пищи и менее 10 % растительной, а осенью эти значения меняются местами. Среди насекомых поедает жужелиц, бабочек, долгоносиков (Curculionidae), пластинчатоусых жуков (Scarabaeidae), муравьёв, щелкунов (Elateridae) и др. В растительном рационе преобладают ягоды вишни, кизила, сумаха, черники, малины и ежевики. В поисках корма бегает по лужайке и периодически приостанавливается, прислушиваясь к посторонним звукам в траве; либо собирает опавшие плоды.

## Выживаемость и продолжительность жизни
На основании исследований было выявлено, что выживаемость странствующих дроздов в раннем возрасте (данные на 1 ноября) составляет около 25 %. Живут птицы в среднем около 2 лет, а максимально известный возраст составил 14 лет.

## Классификация
Различают 7 подвидов странствующего дрозда:
- T. m. achrusterus
- T. m. caurinus
- T. m. confinis
- T. m. migratorius
- T. m. nigrideus
- T. m. phillipsi
- T. m. propinquus

## Галерея

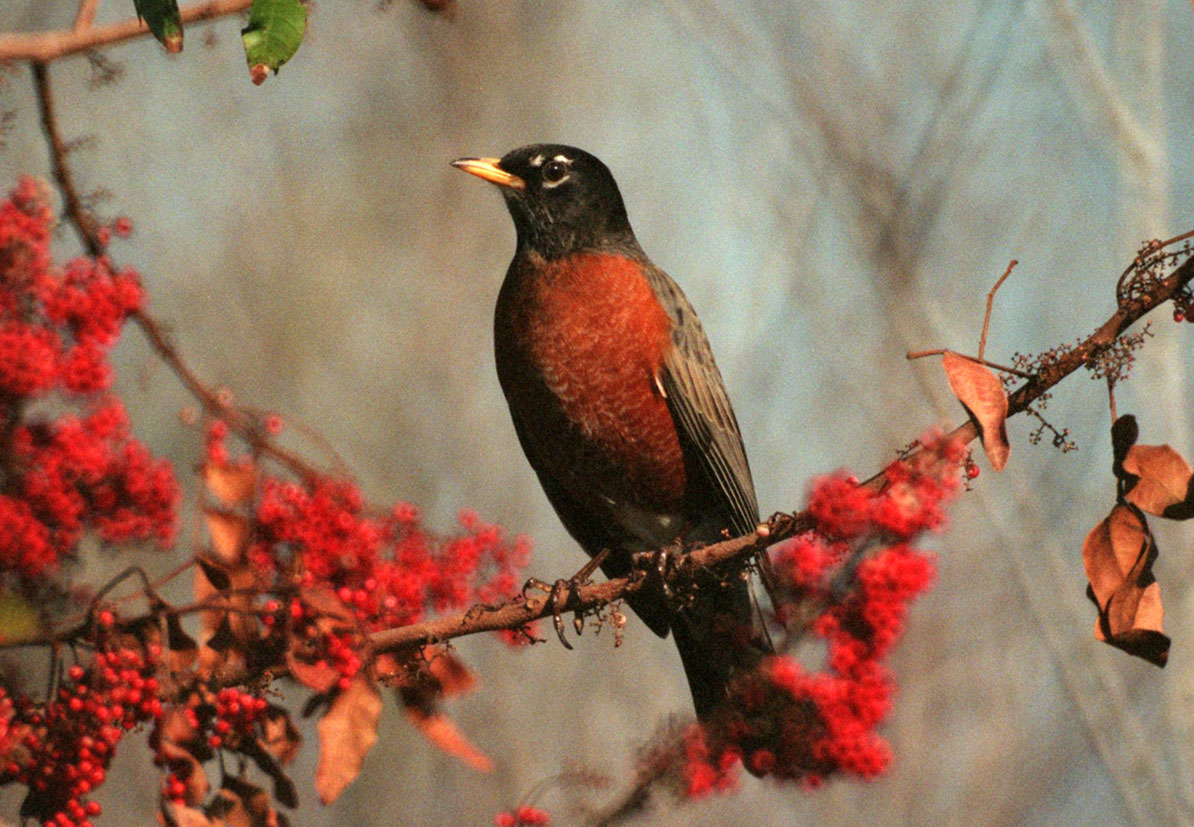
Самец странствующего дрозда
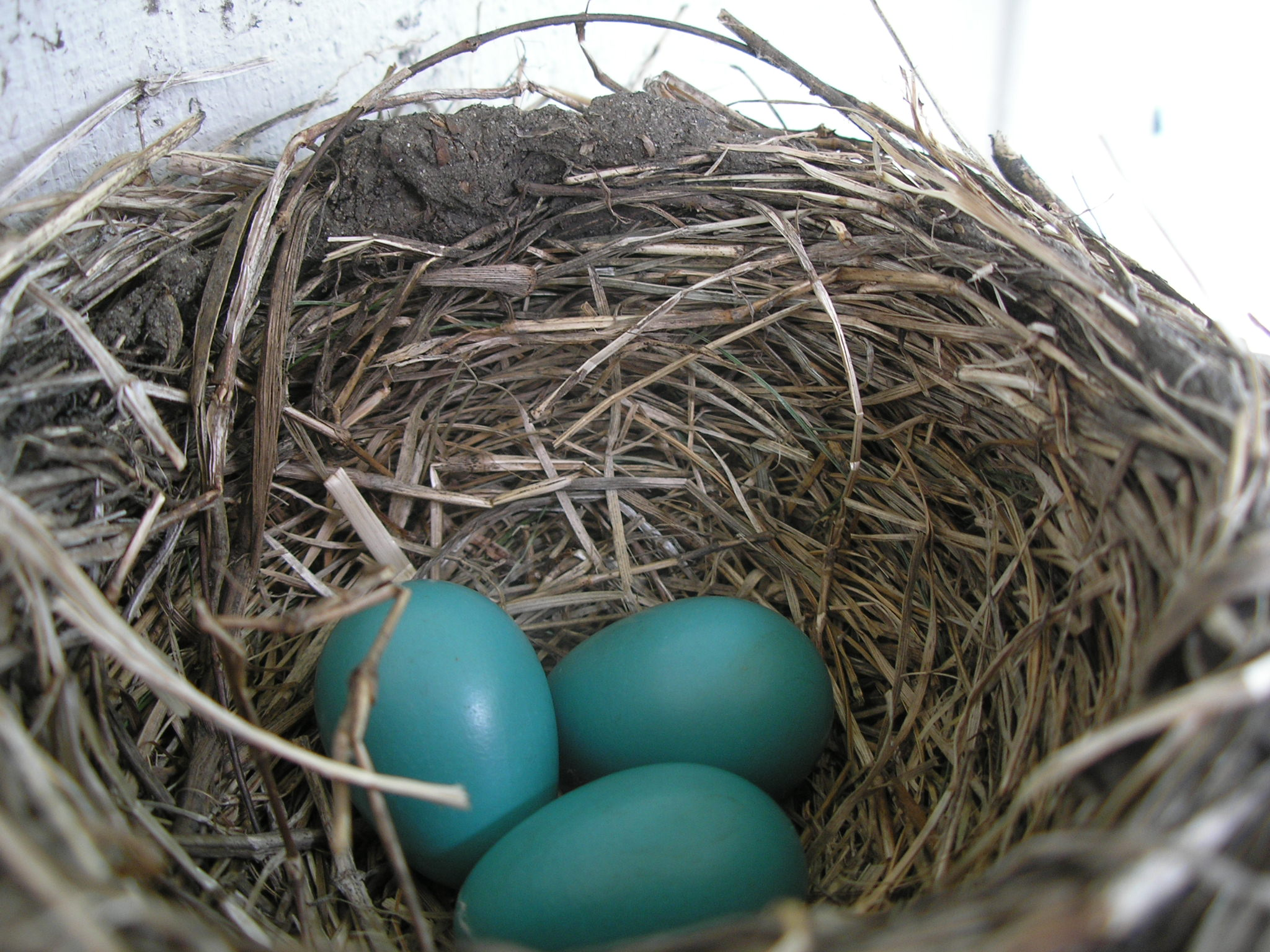
Гнездо и кладка яиц
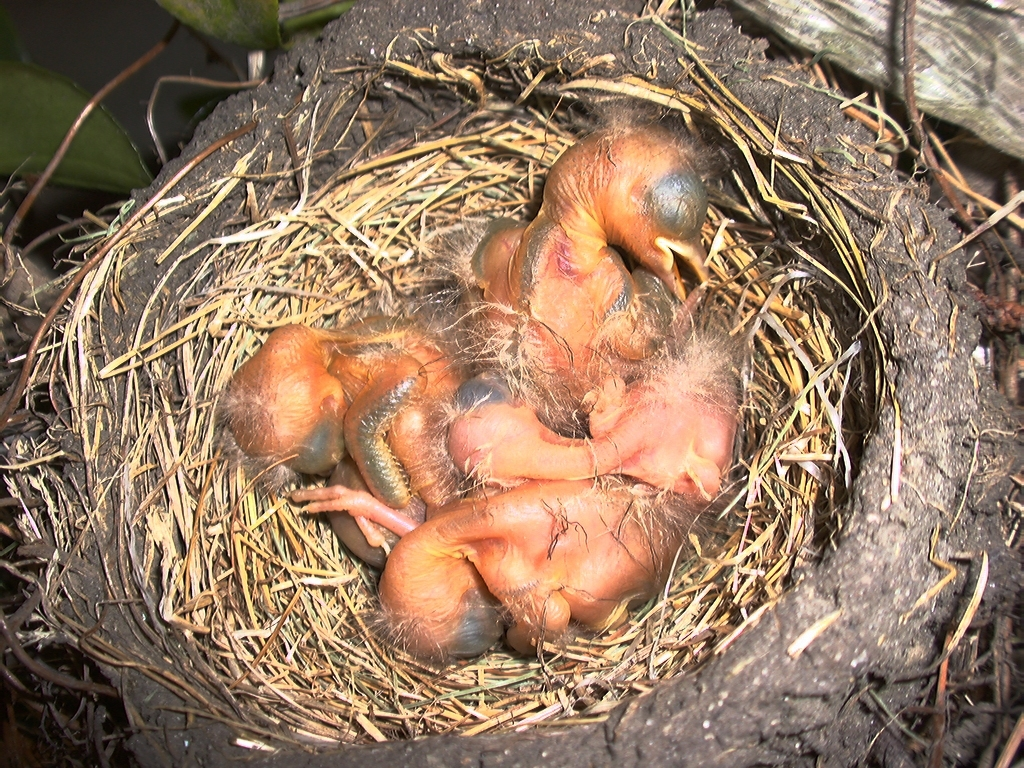
Птенцы вылупляются голыми и беспомощными
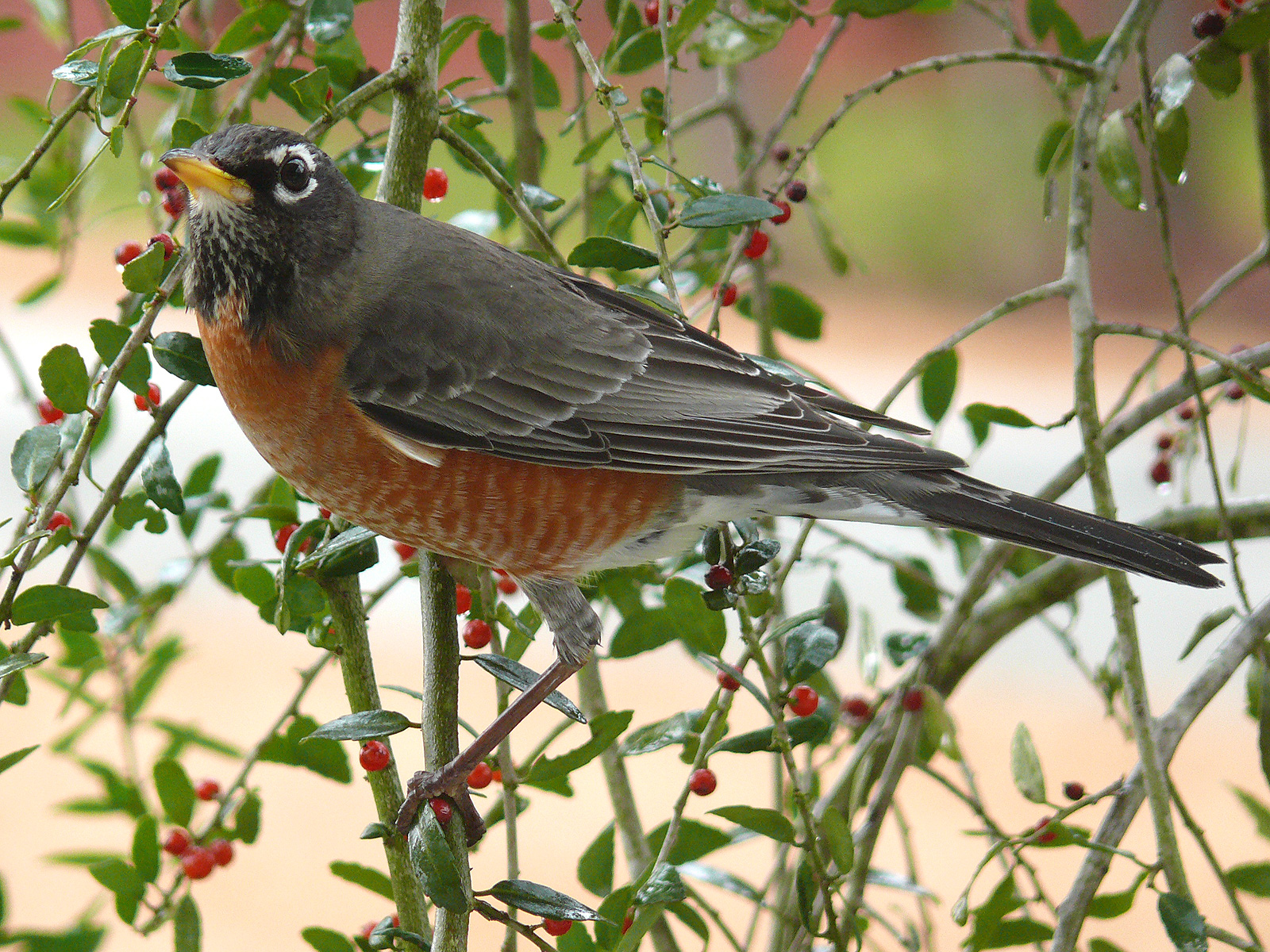
Среди ветвей
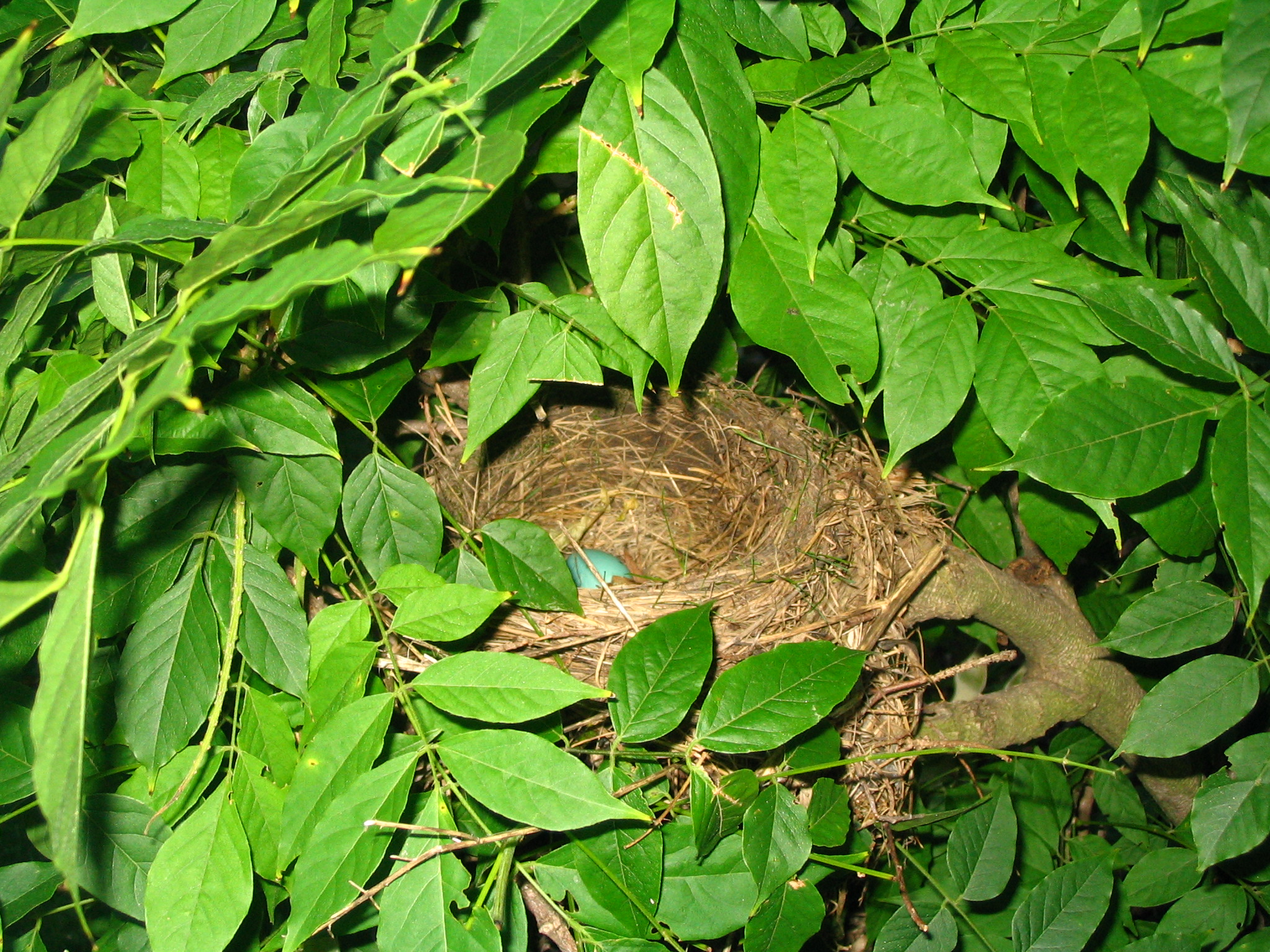
Гнездо с одним яйцом
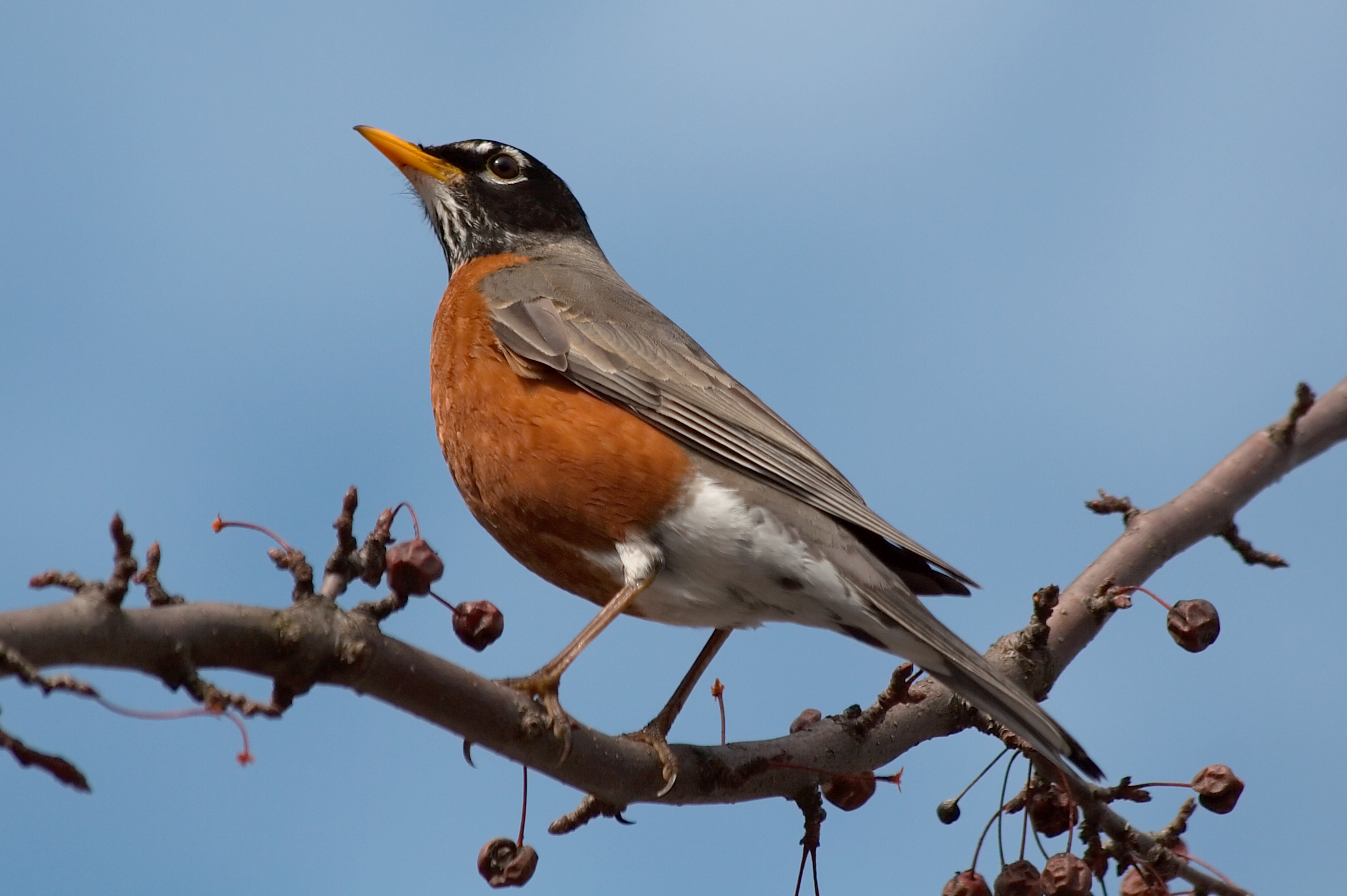
На ветке